# Pittosporum taitense
Pittosporum taitense är en tvåhjärtbladig växtart som beskrevs av Putterl. Pittosporum taitense ingår i släktet Pittosporum och familjen Pittosporaceae. Inga underarter finns listade.